# Lukács-árki-sziklaeresz
A Lukács-árki-sziklaeresz a Duna–Ipoly Nemzeti Parkban lévő Visegrádi-hegységben található egyik üreg. Dömös területén van.

## Leírás
A sziklaeresz a Lukács-árokban, a turistatérképen is jelzett szurdok-szakasztól 300 méternyire, keletre, vízfolyás szerint a patak jobb oldalán található.
Az Árpádvár felől a sárga sáv jelzésű úton, magasan a völgytalp felett kell haladni. Az ösvényen ezerszám csillognak a finomszemcsés andezitből kimállott amfibol tűk. Valamivel több, mint egy kilométert megtéve, elhagyva mélyen lenn a szurdok jellegű részt, ami közel sem olyan vad és látványos, mint a szomszédos Rám-szakadék, jobbról egy markáns völgy csatlakozik az árokba. E helytől nem messze le kell menni a völgytalpra. Lefelé haladva rövidesen egy sima falú vízvezető völgy fut le az árokba. 30 méterrel arrébb egy látványos sziklaeresz tűnik fel, de a méretei alapján ez sem barlang. 20 méterrel arrébb, a Lukács-árok jobb oldalán, a patak szintjén található a Lukács-árki-sziklaeresz.
A víz kitölti az alját. 1997. július 9-én 15 centiméteres víz volt benne. A szélessége 5,2 méter, a magassága 1,2 méter és a hossza 2,4 méter.

## Kialakulás
A sziklaereszt a patak oldalazó eróziója alakította ki.

## Kutatástörténet
Az üreget 1997-ben térképezték fel és írták le Gönczöl Imréék. A 2001. november 12-én készült Magyarország nemkarsztos barlangjainak irodalomjegyzéke című kézirat barlangnévmutatójában szerepel a Lukács-árki-sziklaeresz. A barlangnévmutatóban meg van említve 1 irodalmi mű, amely foglalkozik az üreggel. A 366. tétel nem említi, a 365. tétel említi.
A 2014. évi Karsztfejlődésben megjelent tanulmányban az olvasható, hogy a Lukács-árki-sziklaereszt a patak oldalazó eróziója napjainkban is alakítja, és kb. 15 cm-es vízréteg borítja a kőzetaljzatot. A Visegrádi-hegység 101 barlangjának egyike a Dömösön található barlang, amely 2,6 m hosszú és 1,3 m magas.